# Pulitzer-díj (USA)
A Pulitzer-díj az Amerikai Egyesült Államok legrangosabb újságírói kitüntetése, ami csakis az amerikai napilapok és hetilapok újságíróinak adható az egyesült államokbeli újságok vagy hírügynökségek által megjelentetett fényképekért, jelentésekért és cikkekért. Az irodalom, dráma és zene területén is osztanak Pulitzer-díjakat, ezek pedig csak amerikai állampolgároknak adhatóak.
A legelső Pulitzer-díjat 1917. június 4-én adták át, mostanában pedig minden év áprilisában jelentik be a nyerteseket. Nevét a díj anyagi alapjait a 19. század végén megteremtő Pulitzer Józsefről, magyar származású amerikai újságíróról, kiadóról és sajtómágnásról kapta.
A Pulitzer-díj nyerteseit egy független bizottság választja, amelyet a Columbia Egyetem Újságírói Kara (Columbia University Graduate School of Journalism) igazgat.

## A Pulitzer-díj kategóriái
A 2005-ös évben a következő kategóriákban osztották ki a díjakat:
- Beat reporting – Különleges pillanatjelentésért, amely egy területről vagy tevékenységről ad pontos képet.
- Breaking News Reporting – Különleges helyszíni jelentés egy hírről.
- Breaking News Photography – Különleges fekete fehér vagy színes fotó, fotósorozat vagy fotóalbum egy hírről.
- Commentary – Különleges közvetítés
- Criticism – Különleges kritika.
- Editorial Cartooning – Különleges karikatúra vagy karikatúrasorozat, amelyre jellemző az eredetiség, a szerkesztői támogatás, a minőségi rajz és rajzhatás.
- Editorial Writing – Különleges vezércikk, amelyre jellemző a letisztult stílus, tanulságosság, valószerűség és képes arra, hogy az olvasót meggyőzze annak a helyességéről, igazáról.
- Explanatory Reporting – Különleges magyarázó riport egy fontos és egyben bonyolult témában, bemutatva a szerző hozzáértését érthető írásával és előadásmódjával.
- Feature Photography – Különleges fekete fehér vagy színes bemutató fotó, fotósorozat vagy fotóalbum egy jellegzetességről.
- Feature Writing – Különleges és eredeti írásmű magas irodalmi értékkel.
- International Reporting – Különleges riport nemzetközi ügyekről az ENSZ tevékenységével kapcsolatban.
- Investigative Reporting – Különleges egyszemélyes vagy csoportos oknyomozó riport vagy riportsorozat.
- National Reporting – Különleges, hazai ügyekről szóló riport.
- Public Service – Különleges közszolgálati tevékenység az újságírás lehetőségeit kihasználva, amely lehet vezércikk, karikatúra, fotó és riport.

### Könyv
- Biography or Autobiography – Különleges életrajz vagy önéletrajz egy amerikai személyről.
- Fiction – Egy amerikai szerző könyve (fikció), amelyben lehetőleg az amerikai életről ír.
- General Non-Fiction (általános ismeretközlő irodalom) – Egy amerikai szerző különleges könyve, amely nem illik bele a többi kategória egyikébe sem.
- History – Különleges könyv az Amerikai Egyesült Államok történelméről
- Poetry – Egy amerikai szerző különleges, saját verseskötete.

### Humán
- Drama – Dráma
- Music – Zene

### Egyéb
Ezek mellett többször adtak át alkalmi díjat is. A díjak mellett a Graduate School of Journalism szervezete által kiválasztott négy diák Pulitzer-ösztöndíjat kap.

### Beszüntetett kategóriák
Az évek során több kategóriát is átalakítottak, átneveztek vagy a technológia fejlődése miatt töröltek. Ezek közül néhány:
- Correspondence (Megfigyelés)
- Explanatory Journalism (új név: Explanatory Reporting)
- General News Reporting (Általános hír)
- Local General Spot News Reporting (Helyszíni általános hír)
- Local Investigate Specialized Reporting (Helyszíni oknyomozó riport)
- Local Reporting (Helyszíni jelentés)
- Local Reporting, Edition Time (Helyszíni jelentés, szerkesztve)
- Local Reporting, No Edition Time (Helyszíni jelentés szerkesztés nélkül)
- Photography (Fényképezés)
- Telegraphic Reporting – International (Nemzetközi távirati riport), ebből lett az International Reporting kategória
- Telegraphic Reporting – National (Hazai távirati riport), ebből lett az National Reporting kategória
- Novel (Regény), ebből lett a Fiction kategória

## Külső hivatkozások
- A Pulitzer-díj honlapja (angolul)